# Nunspeet

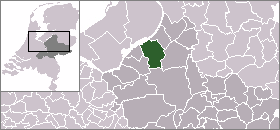
Nunspeets läge

Nunspeet är en kommun i provinsen Gelderland i Nederländerna. Kommunens totala area är 129,49 km² (där 0,76 km² är vatten) och invånarantalet är på 26 629 invånare (2005).